# Ibrahim Niass
Ibrahim Niass (n. 8 noiembrie 1900, Taïba Niassène⁠(d), Kaolack⁠(d), Regiunea Kaolack, Senegal – d. 26 iulie 1975, Londra, Anglia, Regatul Unit) a fost un învățat, teolog musulman, imam și lider al confreriei sufiste Tijaniyyah din Senegal și Africa de Vest. Totodată, Niass a fost una dintre cele mai importante personalități ale Africii și unul dintre cei mai influenți lideri religioși ai secolului XX, având milioane de adepți și simpatizanți în întreaga lume. Printre aceștia este cunoscut sub numele de Shaykh Al-Islam Al-Hajji Ibrahim sau Baay ori Baye, în limba wolof însemnând Tată.

## Biografie
Ibrahim Niass s-a născut în anul 1900 în satul Taiba Niassene din apropiere de orașul Kaolack, Senegal. Tatăl său era Al-Hajji Abdoulaye Niass (1848-1922), un învățat musulman respectat și membru al confreriei sufiste Tijaniyyah. Acesta a înființat și o lojă (zawiya) în satul Kóosi Mbittéyeen pentru cei care voiau să se inițieze în acest ordin mistic religios. Tânărul Ibrahim și-a petrecut copilăia în cercurile învățaților sau muncind pe terenurile agricole ale familiei alături de frații săi. În anul 1922, după moartea tatălui său, fratele mai mare, Muhammad, a devenit capul familiei și a preluat conducerea așezământului religios. La șapte ani după aceea, în 1929, Ibrahim a făcut în mod public faptul că ar fi avut o experiență mistică și că i-ar fi fost date Cheile Cunoașterii Secrete, iar cei care vor să ajungă la un nivel spiritual superior trebuie să-l urmeze. Unii dintre foștii adepți ai tatălui său l-au urmat, dar în anul 1930 a izbucnit un conflict între discipolii acestuia și cei ai fratele său, Muhammad, cel care revendica succesiunea legitimă la conducerea comunității religioase. Conflictul a avut loc cu prilejul sărbătorii de la finalul lunii Ramadan, Eid Al-Fitr. În urma acestui incident, Ibrahim și discipolii săi au hotărât să se separe și să-și formeze propria comunitate, fondând o nouă zawiya sau un nou așezământ și o moschee într-un sătuc de lângă Kaolack ce a fost ulterior încorporat în oraș și a devenit suburbia Medina Baay. Aici a luat naștere o ramură distinctă a marii confererii Tijaniyya, Tijaniyyah Ibrahimiyyah.
Faima lui Shaykh Ibrahim ca învățat a crescut enorm, devenind cunoscut în tot Senegalul. Numeroși musulmani, în general adepți ai confreriei Tijaniyyah, veneau la el pentru a cere sfaturi sau pentru a fi inițiați în comunitatea sa. Unii veneau chiar de peste hotare, în special din Mauritania. În anul 1937, cu ocazia participării la marele pelerinaj de la Mecca, Ibrahim Niass l-a întâlnit pe Abdullahi Bayero, emirul din Kano, Nigeria. În urma discuției dintre cei doi, emirul a hotărât să se inițieze în confreria Tijaniyyah, acceptându-l pe Niasse ca lider spiritual și maestru. Întâlnirea dintre ei a avut un rol decisiv în răspânidrea și popularizarea acestei confrerii în Nigeria. Anual, numeroși tineri nigerieni veneau în Kaolack pentru a-l întâlni pe Shaykh Ibrahim.
În anii 60', popularitatea lui Ibrahim Niass a ajuns la apogeu. În anul 1961, aflat în vizită la Cairo a avut onoarea să țină predica de vineri și să conducă rugăciunea la prestigioasa Moschee Al-Azhar. După ce l-au auzit, impresionați, imamii moscheii i-au conferit titlul de Sheikh Al-Islam. Tot în această perioadă, Shaykh Ibrahim a legat relații de prietenie cu unii dintre cei mai importanți lideri politici ai Lumii arabe și africane, între care regele Faisal al Arabiei Saudite, Gamal Abdel Nasser, președintele Egiptului, Kwame Nkrumah, președintele Ghanei sau Ahmad Sekou Touré, președintele din Guineea. De asemenea, Shaykh Ibrahim a reușit să ocupe poziția de vicepreședinte al Ligii Mondiale Musulmane, organizație internațională apărută în anul 1962.
Ca intelectual, Shaykh Ibrahim a scris o listă importantă de cărți de poezie, gramatică, teologie și sufism. Una dintre cele mai cunoscute este Kāshif al-'ilbās ʿan Fayḍati l-Khatmi 'Abī l-ʿAbbās, scrisă probabil în anii 30' și publicată pentru prima dată la Cairo.
În vara anului 1975, Ibrahim Niass a fost internat la St.Thomas Hospital din Londra în timpul unei vizite în Marea Britanie. În data de 26 iulie a decedat. Fii, fiicele și nepoții săi i-au dus mai departe moștenirea, transformând Kaolack într-unul dintre cele mai importante centre islamice ale Africii.